# NGC 207
NGC 207 (ook wel GC 108, IRAS 00371-1430, MCG -03-02-035 of PGC 2395) is een spiraalvormig sterrenstelsel in het sterrenbeeld Walvis. Het hemelobject werd op 7 december 1857 ontdekt door de Ierse astronoom William Parsons.